# Rue Armand-Gauthier
La rue Armand-Gauthier est une voie du 18e arrondissement de Paris, en France.

## Situation et accès
La rue Armand-Gauthier est une voie publique située dans le 18e arrondissement de Paris. Elle débute au 1 bis, rue Félix-Ziem et se termine au 14, rue Eugène-Carrière.

## Origine du nom

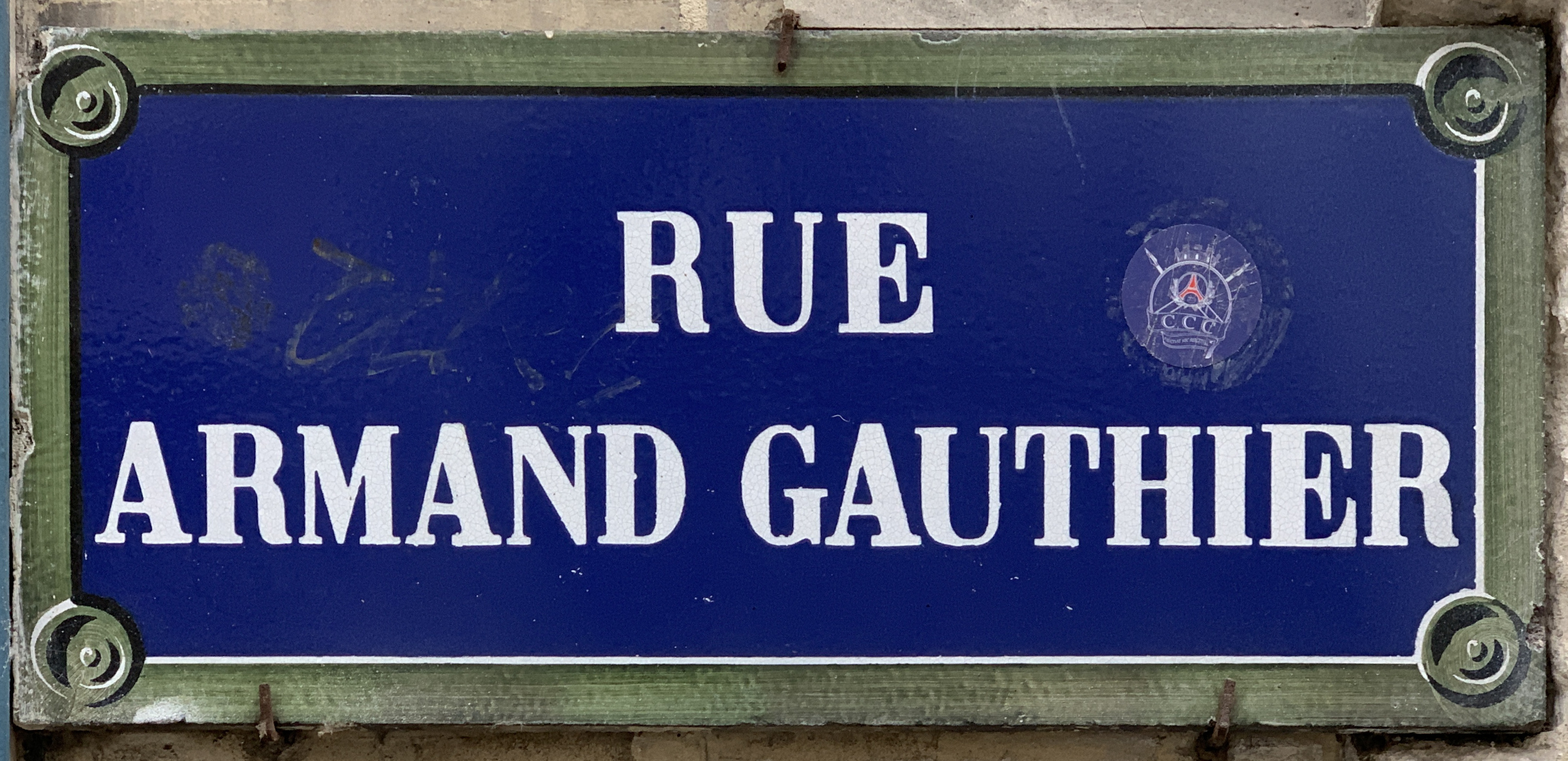
Plaque de la rue.

Elle porte le nom de l'architecte Armand Gauthier, créateur de la voie.

## Historique
Cette voie est ouverte sous sa dénomination actuelle 1906 puis est classée dans la voirie parisienne par un arrêté du 9 juin 1931.